# Timea Bacsinszky
Timea Bacsinszky (Losanna, 8 giugno 1989) è un'ex tennista svizzera.

## Biografia
La madre, Suzanne, è una dentista, mentre il padre, Igor, è un allenatore di tennis; i genitori, divorziati, provengono la prima dall'Ungheria e il secondo dalla Romania. Timea ha un fratellastro, Daniel (insegnante di musica e direttore d'orchestra residente in Germania), e due sorellastre, Sophie (musicista) e Melinda.
Ha impugnato per la prima volta una racchetta a tre anni, spinta dalla madre (tutti i parenti stretti di Timea giocano a tennis nel tempo libero). Si è sempre ispirata a Monica Seles. Destrimane, Timea ha nel rovescio a due mani il colpo migliore e predilige i campi veloci. Il 16 maggio 2016 ha raggiunto il suo miglior ranking in singolare al numero 9; nel doppio, invece, vanta come miglior ranking la 36ª posizione raggiunta il 31 gennaio 2011.
Parla correttamente cinque lingue: francese, ungherese, tedesco, inglese e italiano. Attualmente risiede a Belmont-sur-Lausanne.

## Carriera
Tra le juniores ha vinto per due anni consecutivi il torneo dei Les Petits As, nel 2002 e 2003, seconda tennista femminile e anche seconda svizzera a riuscirci dopo Martina Hingis. È stata inoltre semifinalista all'Australian Open 2004 e 2005 e al Roland Garros 2004.

### Professionista

#### 2003-2004
Timea esordisce nel circuito ITF a soli quattordici anni al torneo di Vaduz, dove si arrende al primo turno sia in singolare che in doppio. Nello stesso anno, dopo i quarti di finale ottenuti a Dublino, vince subito il primo titolo ITF in singolare al torneo di Wrexham, mentre in doppio si ferma nei quarti di finale. A fine anno, grazie a una wild-card, partecipa al torneo WTA di Zurigo nel doppio, ma perde al primo turno.
Il 2004 inizia benissimo con la vittoria in singolare al torneo ITF di Dinan. Dopo avere preso al primo turno al torno WTA di Strasburgo partecipa alla Fed Cup per la Svizzera e raggiunge i quarti di finale al torneo ITF di Rimini. A metà agosto ottiene il terzo titolo ITF in singolare al torneo di Martina Franca. Al torneo WTA di Zurigo perde al primo turno contro Nathalie Dechy e in seguito raggiunge i quarti, sia in singolare che in doppio, al torneo ITF di Istanbul.

#### 2005-2006
Il 2005 inizia con il tentativo di qualificazione agli Australian Open, che si infrange subito al primo turno. In seguito, al torneo ITF di Biarritz, raggiunge le finali sia in singolare che in doppio ma non ottiene nessun titolo. Dopo la Fed Cup contro Slovacchia e Austria raggiunge la semifinale in doppio al torneo ITF di Minsk e vince il primo titolo ITF nel doppio al torneo di Opole con Nadežda Ostrovskaja.
Il 2006 incomincia subito con la vittoria in doppio al torneo ITF di Stoccolma con Aurélie Védy. All'inizio di marzo raggiunge la semifinale in doppio al torneo ITF di Las Palmas e un mese dopo vince il quarto titolo ITF in singolare al torneo di Dinan. A metà maggio partecipa al torneo ITF di Saint-Gaudens, dove vince il titolo in singolare, mentre in doppio si ferma in semifinale. A fine mese ottiene la prima vittoria in singolare in un incontro di un torneo WTA a Strasburgo contro Lisa Raymond e anche nel doppio in coppia con Caroline Schneider. In seguito, al torneo ITF di Gorizia, raggiunge la semifinale in singolare. Dopo la partecipazione al torneo WTA di Palermo raggiunge i quarti di finale a Zurigo. Alla fine dell'anno non va oltre i quarti di finale in doppio ottenuti al torneo ITF di Deauville.

#### 2007
A inizio anno perde al terzo turno di qualificazione per lo slam australiano. Dopo la Fed Cup contro Danimarca e Romania al torneo ITF di Cagnes-Sur-Mer vince il titolo sia in singolare che in doppio. In seguito si ferma al secondo turno al torneo WTA di Fès e si qualifica al Roland Garros, dove perde al secondo turno. A Wimbledon perde al primo turno e così anche agli US Open. A settembre, al torneo ITF di Denain, raggiunge la semifinale nel singolare e perde in finale nel doppio con Karolina Kosińska. Si riscatta subito al torneo ITF di Bordeaux, dove vince il titolo in doppio con Sandra Klösel. In chiusura d'anno perde al primo turno nel doppio al torneo WTA di Lussemburgo e in singolare al torneo WTA di Zurigo e raggiunge la semifinale in doppio al torneo ITF di Poitiers.

#### 2008
L'anno inizia con il primo turno al torneo WTA di Gold Coast e agli Australian Open perde al secondo turno contro Sania Mirza. Si distingue poi al torneo WTA di Anversa, dove raggiunge la semifinale in singolare. Dopo vari primi turni ritorna a vincere al torneo di Fès, ma poi perde al secondo turno sia in singolare che in doppio. A Strasburgo raggiunge nuovamente la semifinale, perdendo contro Anabel Medina Garrigues; poi al Roland Garros si ferma al secondo turno in entrambi i tabelloni. A Wimbledon raggiunge il secondo turno solo in singolare. Partecipa alle Olimpiadi di Pechino, perdendo al primo turno, mentre agli US Open raggiunge il terzo turno. L'anno si chiude con due primi turni a Lussemburgo e Zurigo.

#### 2009
Ottiene la prima vittoria dell'anno in un match a Indian Wells contro Sofia Arvidsson al primo turno, poi perde nel turno successivo. Al Roland Garros raggiunge il secondo turno e la settimana dopo al torneo ITF di Marsiglia si ferma in semifinale in singolare, mentre raggiunge la finale in doppio con Elena Bovina. A Wimbledon perde al secondo turno e raggiunge i quarti a Budapest. Nei tornei di Praga e Istanbul arriva in semifinale in singolare, mentre agli US Open perde al primo turno in singolare e al secondo turno in doppio. In seguito vince il titolo ITF nel doppio al torneo di Sofia con Tathiana Garbin e al torneo ITF di Saint-Malo raggiunge la semifinale in singolare e vince il titolo nel doppio. In chiusura d'anno raggiunge la finale in doppio nel torneo ITF di Atene e vince ancora due titoli: il titolo ITF nel doppio al torneo di Ortisei e il primo titolo WTA in singolare a Lussemburgo.

#### 2010
L'anno inizia con un secondo turno al torneo di Brisbane; agli Australian Open perde al primo turno in singolare, mentre raggiunge il secondo turno in doppio. Si distingue nel torneo di Miami dove raggiunge il quarto turno e perde contro Yanina Wickmayer; in seguito, al torneo di Barcellona, raggiunge la finale nel doppio. All'Open di Francia raggiunge il secondo turno in singolare e il primo turno nel doppio; a Wimbledon invece inverte e si ferma al primo turno in singolare e in doppio giunge al secondo turno. In seguito vince il primo titolo WTA nel doppio al torneo di Budapest con Tathiana Garbin. Ottiene il medesimo risultato al torneo di Praga, mentre nel torneo di Bad Gastein perde entrambe le finali di singolare e doppio. Agli US Open raggiunge il terzo turno in doppio, mentre in singolare si ferma al primo turno. Alla fine dell'anno raggiunge i quarti al torneo di Pechino; al torneo ITF di Torhout arriva in semifinale in singolare, mentre in doppio vince il titolo. Infine vince il titolo nel doppio a Lussemburgo.

#### 2011-2012
Inizia l'anno con un primo turno in doppio a Sydney e poi nello slam australiano si ferma al primo turno in singolare e al secondo turno in doppio. Ai tornei di Indian Wells e Miami perde nel secondo turno e poi partecipa alla Fed Cup per la Svizzera. Ad aprile subisce un infortunio che la tiene lontana a lungo dai campi da tennis; a causa di un movimento falso si è fratturata il metatarso del piede sinistro, oltre a riportare una distorsione dell'articolazione.
Ritorna in campo al torneo di Acapulco a fine febbraio 2012 e si ferma al primo turno. In seguito si distingue nel torneo ITF di Lenzerheide, dove raggiunge la semifinale in singolare. All'inizio di luglio, al torneo ITF di Rovereto, vince il settimo titolo ITF in singolare. In seguito nel torneo di Les Contamines-Montjoie si ferma in semifinale in singolare e perde la finale nel doppio. All'inizio di agosto raggiunge la semifinale al torneo ITF di Monteroni d'Arbia e agli US Open perde al primo turno. A settembre si ferma in semifinale in singolare e in doppio al torneo ITF di Mestre e poi stravince al torneo ITF di Mont-de-Marsan dove ottiene il titolo in singolare e in doppio. In chiusura d'anno vince il titolo ITF nel doppio a Suzhou con Caroline Garcia e al torneo ITF di Brasilia vince il titolo in singolare e perde la finale nel doppio.

#### 2013
A inizio anno partecipa al torneo ITF di Kreuzlingen, dove perde in finale nel singolare, mentre nel doppio conquista il titolo. Al Roland Garros perde nel primo turno di qualificazione e a Wimbledon perde al secondo turno di qualificazione. A metà luglio vince il decimo titolo ITF in singolare a Contrexéville e poi all'inizio di ottobre vince il dodicesimo titolo ITF in doppio al torneo di Budapest. In chiusura d'anno al torneo di Équeurdreville-Hainneville si ferma in finale in singolare, mentre vince il titolo in doppio con Kristina Barrois; anche al torneo di Sharm el-Sheikh raggiunge la finale in singolare e vince ancora il titolo ITF in doppio.

#### 2014
Inizia l'anno con il torneo ITF di Andrézieux-Bouthéon, dove vince il titolo in singolare e raggiunge la finale nel doppio con Kristina Barrois. Un paio di settimane dopo vince il titolo ITF in singolare anche a Tallinn, mentre a Kreuzlingen viene sconfitta in finale. Nel mese di marzo partecipa al torneo di Preston e si ferma in semifinale in singolare, mentre nel doppio perde la finale. Inizia la stagione sul circuito WTA al torneo di Oeiras, dove si qualifica, batte la testa di serie nr.3 Samantha Stosur, la tunisina Ons Jabeur e approda ai quarti, dove viene eliminata da Irina-Camelia Begu. In seguito perde di nuovo in finale in singolare al torneo ITF di Cagnes-sur-Mer. Pure al Roland Garros supera le qualificazioni, batte la Zanevs'ka ma perde al secondo turno contro Carla Suárez Navarro. Prima dello slam inglese partecipa al torneo ITF di Nottingham, dove raggiunge la finale in singolare. A Wimbledon deve ancora passare dalle qualificazioni per poi sconfiggere Sharon Fichman e perdere solamente contro Marija Šarapova. A Montréal supera per l'ennesima volta le qualificazioni ma perde appena entrata nel tabellone principale contro Ana Ivanović. Stessa storia a New Haven, dove è sconfitta da Caroline Wozniacki. Agli US Open batte la Bertens ma poi perde contro Venus Williams. A Canton arriva in semifinale dove perde da Alizé Cornet. Arriva ai quarti del torneo cinese di Wuhan dove si qualifica e una volta nel main draw batte Stefanie Vögele, Ekaterina Makarova e la numero due al mondo Marija Šarapova, ma viene sconfitta dalla danese Wozniacki. In seguito, nei tornei di Linz e Lussemburgo, non riesce a superare il primo turno nel singolare, mentre vince il titolo WTA nel doppio nel torneo lussemburghese.

#### 2015 - Prima semifinale in uno slam e Top-10
Il 2015 inizia con la terza finale WTA della carriera, a Shenzhen, dove viene nettamente sconfitta dalla rumena Simona Halep per 2-6 2-6. Prima dello scontro con la rumena Timea aveva battuto la ceca Petra Kvitová. Agli Australian Open 2015 batte al primo turno con un 6-1 6-4 la ex numero uno al mondo Jelena Janković, al secondo turno sconfigge al terzo set la qualificata americana Anna Tatišvili, mentre al terzo turno perde contro la spagnola Garbiñe Muguruza per 3-6 6-4 0-6. In seguito vince entrambe le partite di Fed Cup contro la Svezia (7-6(4) 6-0 alla Peterson e 6-3 7-6(5) alla Larsson). Il 28 febbraio 2015 si impone nel torneo di Acapulco battendo in finale la francese Caroline Garcia con il punteggio di 6-3, 6-0. Grazie alla vittoria ad Acapulco l'elvetica approda alla 31ª posizione nella classifica WTA. La settimana dopo la Bacsinszky conferma il suo ottimo stato di forma a Monterrey, dove vince il secondo titolo dell'anno, ancora una volta contro Caroline Garcia.
La striscia di quindici match vinti consecutivamente si arresta nei quarti di finale di Indian Wells, dove si arrende 5-7 3-6 alla numero 1 mondiale Serena Williams, dopo avere comunque sconfitto un'altra top-10 come la russa Ekaterina Makarova. Vince le due partite dello spareggio di Fed Cup contro la Polonia battendo le sorelle Radwańska. Arriva ai quarti a Marrakech, mentre esce subito a Madrid. A Roma, invece, raggiunge il terzo turno. Al Roland Garros batte Lara Arruabarrena, Tereza Smitková, Madison Keys, Petra Kvitová, Alison Van Uytvanck e si arrende in semifinale a Serena Williams con il risultato di 6-4 3-6 0-6. Grazie alla semifinale al Roland Garros la Bacsinszky raggiunge la 15ª posizione WTA. Al primo turno di Wimbledon batte con un 6-2 7-5 la tedesca Julia Görges. Al secondo turno liquida Sílvia Soler Espinosa con un netto 6-2 6-1. In seguito elimina 6-3 6-2 la finalista del 2013 Sabine Lisicki. Al quarto turno fatica ma sconfigge la rumena Monica Niculescu con un 1-6 7-5 6-2, prima di essere piegata ai quarti dalla spagnola Garbiñe Muguruza per 5-7 3-6. Agli US Open perde al primo turno in singolare, mentre in doppio raggiunge il secondo turno con Chuang Chia-Jung.
A fine anno raggiunge una sorprendente finale a Pechino, dove batte Camila Giorgi (1-6 6-4 6-3), Mariana Duque Mariño per 7-5 6-2, Carla Suárez Navarro (6-4 4-6 7-5), Sara Errani per 0-6 6-3 7-5 e Ana Ivanović in tre set. Nell'ultimo atto si arrende a Garbiñe Muguruza in due set con lo score di 5-7 4-6. Grazie a questo inaspettato risultato l'elvetica entra per la prima volta in carriera nella top-10 mondiale, alla 10ª posizione.

#### 2016
L'anno inizia con il primo turno a Brisbane e Sydney; agli Australian Open raggiunge il secondo turno in singolare. In seguito arriva il quarto turno a Doha e Indian Wells e raggiunge la semifinale al torneo di Miami, dove perde contro Svetlana Kuznecova. Vince poi il suo quarto titolo WTA in singolare al torneo di Rabat, dove batte in finale Marina Eraković. A Roma e al Roland Garros raggiunge i quarti di finale, diversamente a Wimbledon si ferma al terzo turno contro Anastasija Pavljučenkova. A metà luglio ottiene la semifinale al torneo di Gstaad e in seguito alle Olimpiadi di Rio de Janeiro raggiunge la finale nel doppio con Martina Hingis. Nell'ultimo slam stagionale si ferma al secondo turno nel singolare. In chiusura d'anno al torneo di Pechino raggiunge il secondo turno in singolare e i quarti di finale in doppio con Jeļena Ostapenko. Al WTA Elite Trophy di Zhuhai perde nel secondo incontro contro Zhang Shuai.

#### 2017
A inizio anno, agli Australian Open, si ferma al terzo turno contro Dar'ja Gavrilova. Ottiene un buon risultato a Indian Wells, arrivando al quarto turno in singolare e in seguito raggiunge la finale nel doppio con Martina Hingis a Bienne. Come nel 2015 raggiunge nuovamente la semifinale al Roland Garros, perdendo contro Jelena Ostapenko al terzo set. A Wimbledon si ferma al terzo turno contro Agnieszka Radwańska e chiude la stagione.

#### 2018
Inizia l'anno con la vittoria del titolo in doppio a San Pietroburgo con Vera Zvonarëva. In seguito ottiene pochi risultati fino alla finale in doppio al torneo di Gstaad. In seguito partecipa agli US Open e in doppio raggiunge il terzo turno. Nel circuito ITF raggiunge la finale al torneo di Biarritz e ottiene i quarti al torneo di Saint-Malo. In chiusura d'anno raggiunge la semifinale al torneo di Tientsin perdendo contro Karolína Plíšková; vince il torneo ITF di Nantes in singolare e si ferma in finale nel doppio al torneo WTA 125s di Limoges.

#### 2019
A inizio anno giunge in semifinale al torneo di Shenzhen con Vera Zvonareva; agli Australian Open raggiunge il terzo turno in singolare, perdendo contro Garbiñe Muguruza. All'inizio di aprile partecipa al torneo di Lugano e si ferma in semifinale nel doppio con Ylena In-Albon; all'inizio di maggio invece perde in semifinale il torneo ITF di Cagner-Sur-Mer. All'inizio di giugno si aggiudica il sesto titolo WTA nel doppio al torneo WTA 125s di Bol.

## Statistiche

### Singolare

#### Vittorie (4)
| Legenda               |
| --------------------- |
| Grande Slam (0)       |
| Ori Olimpici (0)      |
| WTA Finals (0)        |
| Premier Mandatory (0) |
| Premier 5 (0)         |
| Premier (0)           |
| International (4)     |

| N. | Data             | Torneo                                          | Superficie  | Avversaria in finale | Punteggio     |
| 1. | 25 ottobre 2009  | BGL Luxembourg Open, Lussemburgo                | Cemento (i) | Sabine Lisicki       | 6-2, 7-5      |
| 2. | 28 febbraio 2015 | Abierto Mexicano Telcel, Acapulco               | Cemento     | Caroline Garcia      | 6-3, 6-0      |
| 3. | 8 marzo 2015     | Monterrey Open, Monterrey                       | Cemento     | Caroline Garcia      | 4-6, 6-2, 6-4 |
| 4. | 30 aprile 2016   | Grand Prix SAR La Princesse Lalla Meryem, Rabat | Terra rossa | Marina Eraković      | 6-2, 6-1      |

#### Sconfitte (3)
| Legenda               |
| --------------------- |
| Grande Slam (0)       |
| Argenti Olimpici (0)  |
| WTA Finals (0)        |
| Premier Mandatory (1) |
| Premier 5 (0)         |
| Premier (0)           |
| International (2)     |

| N. | Data            | Torneo                                 | Superficie  | Avversaria in finale | Punteggio |
| 1. | 25 luglio 2010  | NÜRNBERGER Gastein Ladies, Bad Gastein | Terra rossa | Julia Görges         | 1-6, 4-6  |
| 2. | 10 gennaio 2015 | Shenzhen Gemdale Open, Shenzhen        | Cemento     | Simona Halep         | 2-6, 2-6  |
| 3. | 11 ottobre 2015 | China Open, Pechino                    | Cemento     | Garbiñe Muguruza     | 5-7, 4-6  |

### Doppio

#### Vittorie (5)
| Legenda               |
| --------------------- |
| Grande Slam (0)       |
| Ori Olimpici (0)      |
| WTA Finals (0)        |
| Premier Mandatory (0) |
| Premier 5 (0)         |
| Premier (1)           |
| International (4)     |

| N. | Data            | Torneo                                        | Superficie  | Compagna         | Avversarie in finale                      | Punteggio        |
| 1. | 11 luglio 2010  | GDF SUEZ Grand Prix, Budapest                 | Terra rossa | Tathiana Garbin  | Sorana Cîrstea Anabel Medina Garrigues    | 6-3, 6-3         |
| 2. | 18 luglio 2010  | ECM Prague Open, Praga                        | Terra rossa | Tathiana Garbin  | Monica Niculescu Ágnes Szávay             | 7-5, 7-6(4)      |
| 3. | 24 ottobre 2010 | BGL Luxembourg Open, Lussemburgo              | Cemento (i) | Tathiana Garbin  | Iveta Benešová Barbora Záhlavová-Strýcová | 6-4, 6-4         |
| 4. | 18 ottobre 2014 | BGL Luxembourg Open, Lussemburgo (2)          | Cemento (i) | Kristina Barrois | Lucie Hradecká Barbora Krejčíková         | 3-6, 6-4, [10-4] |
| 5. | 4 febbraio 2018 | St. Petersburg Ladies Trophy, San Pietroburgo | Cemento (i) | Vera Zvonarëva   | Alla Kudrjavceva Katarina Srebotnik       | 2-6, 6-1, [10-3] |

#### Sconfitte (5)
| Legenda               |
| --------------------- |
| Grande Slam (0)       |
| Argenti Olimpici (1)  |
| WTA Finals (0)        |
| Premier Mandatory (0) |
| Premier 5 (0)         |
| Premier (0)           |
| International (4)     |

| N. | Data           | Torneo                                 | Superficie  | Compagna          | Avversarie in finale                   | Punteggio           |
| 1. | 17 aprile 2010 | Barcelona Ladies Open, Barcellona      | Terra rossa | Tathiana Garbin   | Sara Errani Roberta Vinci              | 1-6, 6-3, [2-10]    |
| 2. | 25 luglio 2010 | NÜRNBERGER Gastein Ladies, Bad Gastein | Terra rossa | Tathiana Garbin   | Lucie Hradecká Anabel Medina Garrigues | 7-6(2), 1-6, [5-10] |
| 3. | 14 agosto 2016 | Giochi Olimpici, Rio de Janeiro        | Cemento     | Martina Hingis    | Ekaterina Makarova Elena Vesnina       | 4-6, 4-6            |
| 4. | 16 aprile 2017 | Ladies Open Biel Bienne, Bienne        | Cemento (i) | Martina Hingis    | Hsieh Su-wei Monica Niculescu          | 7-5, 3-6, [7-10]    |
| 5. | 22 luglio 2018 | Ladies Championship Gstaad, Gstaad     | Terra rossa | Lara Arruabarrena | Alexa Guarachi Desirae Krawczyk        | 6-4, 4-6, [6-10]    |

## Circuito WTA 125

### Doppio

#### Vittorie (1)
| N. | Data          | Torneo                        | Superficie  | Compagna      | Avversarie in finale            | Punteggio           |
| 1. | 9 giugno 2019 | Croatian Bol Ladies Open, Bol | Terra rossa | Mandy Minella | Cornelia Lister Renata Voráčová | 0-6, 7-6(3), [10-4] |

#### Sconfitte (1)
| N. | Data             | Torneo                         | Superficie  | Compagna       | Avversarie in finale                   | Punteggio |
| 1. | 11 novembre 2018 | Engie Open de Limoges, Limoges | Cemento (i) | Vera Zvonarëva | Veronika Kudermetova Galina Voskoboeva | 5-7, 4-6  |

## Statistiche ITF

### Singolare

#### Vittorie (13)
| Torneo $100.000 (1) |
| Torneo $80.000 (0)  |
| Torneo $75.000 (1)  |
| Torneo $60.000 (0)  |
| Torneo $50.000 (3)  |
| Torneo $25.000 (5)  |
| Torneo $15.000 (2)  |
| Torneo $10.000 (1)  |

| N. | Data              | Torneo                                                          | Superficie         | Avversaria in finale    | Punteggio     |
| -- | ----------------- | --------------------------------------------------------------- | ------------------ | ----------------------- | ------------- |
| 1  | 10 agosto 2003    | Aegon Pro Series Wrexham, Wrexham                               | Cemento            | Karen Paterson          | 6-0, 6-3      |
| 2  | 11 aprile 2004    | Open Gaz De France De Bretagne, Dinan                           | Terra rossa indoor | Tzipi Obziler           | 6-2, 6-1      |
| 3  | 15 agosto 2004    | Internazionali di Puglia Trofeo Tecnoceramiche, Martina Franca  | Terra rossa        | Bahia Mouhtassine       | 6-4, 6-4      |
| 4  | 9 aprile 2006     | Open Gaz De France De Bretagne, Dinan (2)                       | Terra rossa indoor | Jaroslava Švedova       | 4-6, 7-5, 6-2 |
| 5  | 21 maggio 2006    | Open Saint Gaudens Midi Pyrenees, Saint-Gaudens                 | Terra rossa        | Ivana Abramović         | 7-5, 6-4      |
| 6  | 29 aprile 2007    | Open GDF Suez de Cagnes-Sur-Mer Alpes-Maritimes, Cagnes-sur-Mer | Terra rossa        | Tatjana Maria           | 6-4, 6-1      |
| 7  | 8 luglio 2012     | Internazionali Città di Rovereto, Rovereto                      | Terra rossa        | Anne Schäfer            | 6-0, 6-2      |
| 8  | 16 settembre 2012 | Open Krys de Mont-De-Marsan, Mont-de-Marsan                     | Terra rossa        | Teliana Pereira         | 6-2, 3-6, 6-2 |
| 9  | 28 ottobre 2012   | Taça Brasilia de Tenis, Brasilia                                | Terra rossa        | Ioana Raluca Olaru      | 7-5, 6-2      |
| 10 | 21 luglio 2013    | Open 88 Contrexéville, Contrexéville                            | Terra rossa        | Beatriz García Vidagany | 6-1, 6-1      |
| 11 | 26 gennaio 2014   | Open GDF Suez 42, Andrézieux-Bouthéon                           | Cemento indoor     | Ysaline Bonaventure     | 6-1, 6-1      |
| 12 | 16 febbraio 2014  | SEB Tallink Open, Tallinn                                       | Cemento indoor     | Anett Kontaveit         | 6-3, 6-3      |
| 13 | 4 novembre 2018   | Open Nantes Atlantique, Nantes                                  | Cemento indoor     | Amandine Hesse          | 6-4, 3-6, 6-1 |

#### Sconfitte (6)
| Torneo $100.000 (1) |
| Torneo $80.000 (1)  |
| Torneo $75.000 (0)  |
| Torneo $60.000 (0)  |
| Torneo $50.000 (1)  |
| Torneo $25.000 (3)  |
| Torneo $15.000 (0)  |
| Torneo $10.000 (1)  |

| N. | Data              | Torneo                                                          | Superficie       | Avversaria in finale   | Punteggio        |
| -- | ----------------- | --------------------------------------------------------------- | ---------------- | ---------------------- | ---------------- |
| 1  | 17 aprile 2005    | Open GDF Suez de Biarritz, Biarritz                             | Terra rossa      | Martina Müller         | 6-4, 6(2)-7, 2-6 |
| 2  | 24 febbraio 2013  | ITF Women's Circuit Thurgau, Kreuzlingen                        | Sintetico indoor | Ekaterina Aleksandrova | 4-6, 3-6         |
| 3  | 10 novembre 2013  | Open Feminin 50, Équeurdreville                                 | Cemento indoor   | Amandine Hesse         | 6(5)-7, 6-3, 4-6 |
| 4  | 23 febbraio 2014  | ITF Women's Circuit Thurgau, Kreuzlingen (2)                    | Sintetico indoor | Michaëlla Krajicek     | 4-6, 6(5)-7      |
| 5  | 11 maggio 2014    | Open GDF Suez de Cagnes-Sur-Mer Alpes Maritimes, Cagnes-sur-Mer | Terra rossa      | Sharon Fichman         | 2-6, 2-6         |
| 6  | 15 giugno 2014    | AEGON Nottingham Challenge, Nottingham                          | Erba             | Jarmila Gajdošová      | 2-6, 2-6         |
| 6  | 16 settembre 2018 | Open de Biarritz, Biarritz (2)                                  | Terra rossa      | Tamara Korpatsch       | 2-6, 5-7         |

### Doppio

#### Vittorie (14)
| Torneo $100.000 (7) |
| Torneo $80.000 (0)  |
| Torneo $75.000 (1)  |
| Torneo $60.000 (0)  |
| Torneo $50.000 (0)  |
| Torneo $25.000 (5)  |
| Torneo $15.000 (0)  |
| Torneo $10.000 (1)  |

| N. | Data              | Torneo                                                          | Superficie       | Compagna            | Avversaria in finale                         | Punteggio           |
| -- | ----------------- | --------------------------------------------------------------- | ---------------- | ------------------- | -------------------------------------------- | ------------------- |
| 1  | 27 novembre 2005  | Hart Open, Opole                                                | Sintetico indoor | Nadežda Ostrovskaja | Lucie Hradecká Gabriela Navrátilová          | 6-4, 7-6(5)         |
| 2  | 19 febbraio 2006  | Stockholm Ladies, Stoccolma                                     | Cemento indoor   | Aurélie Védy        | Surina De Beer Anne Keothavong               | 6-4, 6-4            |
| 3  | 29 aprile 2007    | Open GDF Suez de Cagnes-Sur-Mer Alpes-Maritimes, Cagnes-sur-Mer | Terra rossa      | Aurélie Védy        | Katarina Kachlikova Anastasija Pavljučenkova | 7-5, 7-5            |
| 4  | 16 settembre 2007 | Open GDF Bordeaux, Bordeaux                                     | Terra rossa      | Sandra Klösel       | Alisa Klejbanova Nathalie Viérin             | 7-6(2), 6-4         |
| 5  | 20 settembre 2009 | Allianz Cup, Sofia                                              | Terra rossa      | Tathiana Garbin     | Polona Hercog Petra Martić                   | 6-2, 7-6(4)         |
| 6  | 27 settembre 2009 | Open 35 de Saint-Malo, Saint-Malo                               | Terra rossa      | Tathiana Garbin     | Andreja Klepač Aurélie Védy                  | 6-3, rit.           |
| 7  | 1º novembre 2009  | Internazionali Tennis Val Gardena Südtirol, Ortisei             | Sintetico indoor | Tathiana Garbin     | Galina Voskoboeva Barbora Strýcová           | 6-2, 6-2            |
| 8  | 17 ottobre 2010   | Koddaert Ladies Open, Torhout                                   | Cemento indoor   | Tathiana Garbin     | Michaëlla Krajicek Yanina Wickmayer          | 6-4, 6-2            |
| 9  | 16 settembre 2012 | Open Krys de Mont-De-Marsan, Mont-de-Marsan                     | Terra rossa      | Mihaela Buzărnescu  | Aleksandrina Najdenova Teliana Pereira       | 6-4, 6-1            |
| 10 | 14 ottobre 2012   | ITF Women's Circuit Suzhou, Suzhou                              | Cemento          | Caroline Garcia     | Yang Zhaoxuan Zhao Yi-Jing                   | 7-5, 6-3            |
| 11 | 24 febbraio 2013  | ITF Women's Circuit Thurgau, Kreuzlingen                        | Sintetico indoor | Xenia Knoll         | Matea Mezak Silvia Njirić                    | 6-3, 6-2            |
| 12 | 6 ottobre 2013    | Hungarian Open, Budapest                                        | Terra rossa      | Xenia Knoll         | Réka-Luca Jani Veronika Kapshay              | 7-6(3), 6-2         |
| 13 | 10 novembre 2013  | Open Feminin 50, Équeurdreville                                 | Cemento indoor   | Kristina Barrois    | Diāna Marcinkēviča Eva Wacanno               | 6-4, 6-3            |
| 14 | 24 novembre 2013  | Soho Square Ladies Tournament, Sharm el-Sheikh                  | Terra rossa      | Kristina Barrois    | Anna Morgina Kateřina Siniaková              | 6(5)-7, 6-0, [10-4] |

#### Sconfitte (8)
| Torneo $100.000 (2) |
| Torneo $80.000 (0)  |
| Torneo $75.000 (1)  |
| Torneo $60.000 (0)  |
| Torneo $50.000 (0)  |
| Torneo $25.000 (5)  |
| Torneo $15.000 (0)  |
| Torneo $10.000 (0)  |

| N. | Data             | Torneo                                                         | Superficie     | Compagna          | Avversaria in finale                 | Punteggio           |
| -- | ---------------- | -------------------------------------------------------------- | -------------- | ----------------- | ------------------------------------ | ------------------- |
| 1  | 17 aprile 2005   | Open GDF Suez de Biarritz, Biarritz                            | Terra rossa    | Aurélie Védy      | Stéphanie Cohen-Aloro Selima Sfar    | 2-6, 1-6            |
| 2  | 9 settembre 2007 | Open GDF Suez de la Porte Du Hainaut, Denain                   | Terra rossa    | Karolina Kosinska | Eva Hrdinová Marie-Ève Pelletier     | 3-6, 2-6            |
| 3  | 14 giugno 2009   | Open GDF Suez de Marseille, Marsiglia                          | Terra rossa    | Elena Bovina      | Tathiana Garbin María Emilia Salerni | 7-6(4), 3-6, [7-10] |
| 4  | 4 ottobre 2009   | Vogue Athens Open, Atene                                       | Cemento        | Tathiana Garbin   | Eléni Daniilídou Jasmin Wöhr         | 2-6, 7-5, [4-10]    |
| 5  | 29 luglio 2012   | Open GDF Suez des Contamines-Montjoie, Les Contamines-Montjoie | Cemento        | Estelle Guisard   | Conny Perrin Maša Zec Peškirič       | 6-2, 4-6, [5-10]    |
| 6  | 28 ottobre 2012  | Taça Brasilia de Tenis, Brasilia                               | Terra rossa    | Julia Cohen       | Elena Bogdan Ioana Raluca Olaru      | 3-6, 6-3, [8-10]    |
| 7  | 26 gennaio 2014  | Open GDF Suez 42, Andrézieux-Bouthéon                          | Cemento indoor | Kristina Barrois  | Julija Bejhel'zymer Kateryna Kozlova | 3-6, 6-3, [8-10]    |
| 8  | 9 marzo 2014     | AEGON Pro Series Preston, Preston                              | Cemento indoor | Kristina Barrois  | Tara Moore Marta Sirotkina           | 6-3, 1-6, [11-13]   |

## Risultati in progressione
| Sigla | Risultato               |
| ----- | ----------------------- |
| V     | Vincitore               |
| F     | Finalista               |
| SF    | Semifinalista           |
| O     | Oro olimpico            |
| A     | Argento olimpico        |
| SF    | Bronzo olimpico         |
| QF    | Quarti di Finale        |
| 4T    | Quarto turno            |
| 3T    | Terzo turno             |
| 2T    | Secondo turno           |
| 1T    | Primo turno             |
| RR    | Round Robin             |
| LQ    | Turno di qualificazione |
| A     | Assente                 |
| ND    | Non disputato           |

| Legenda superfici    |
| -------------------- |
| Cemento              |
| Terra battuta        |
| Erba                 |
| Superficie variabile |

### Singolare
| Torneo                     | 2005 | 2006 | 2007 | 2008 | 2009 | 2010 | 2011 | 2012 | 2013 | 2014 | 2015 | 2016 | 2017 | 2018 | 2019 | V-S   |
| -------------------------- | ---- | ---- | ---- | ---- | ---- | ---- | ---- | ---- | ---- | ---- | ---- | ---- | ---- | ---- | ---- | ----- |
| Tornei del Grande Slam     |      |      |      |      |      |      |      |      |      |      |      |      |      |      |      |       |
| Australian Open, Melbourne | Q1   | A    | Q3   | 2T   | A    | 1T   | 1T   | A    | A    | A    | 3T   | 2T   | 3T   | A    | 3T   | 8-7   |
| Open di Francia, Parigi    | A    | A    | 2T   | 2T   | 2T   | 2T   | A    | A    | Q1   | 2T   | SF   | QF   | SF   | A    | Q2   | 19-8  |
| Wimbledon, Londra          | A    | A    | 1T   | 2T   | 2T   | 1T   | A    | A    | Q2   | 2T   | QF   | 3T   | 3T   | A    | 1T   | 11-9  |
| US Open, New York          | A    | A    | 1T   | 3T   | 2T   | 1T   | A    | 1T   | A    | 2T   | 1T   | 2T   | A    | 1T   | 1T   | 5-10  |
| Vittorie-sconfitte         | 0-0  | 0-0  | 1-3  | 5-4  | 3-3  | 1-4  | 0-1  | 0-1  | 0-0  | 3-3  | 11-4 | 8-4  | 9-3  | 0-1  | 2-3  | 43-34 |
| Finali                     | 0    | 0    | 0    | 0    | 1    | 1    | 0    | 0    | 0    | 0    | 4    | 1    | 0    | 0    | 0    | 7     |
| Tornei vinti               | 0    | 0    | 0    | 0    | 1    | 0    | 0    | 0    | 0    | 0    | 2    | 1    | 0    | 0    | 0    | 4     |

### Doppio
| Tornei del Grande Slam     |     |     |     |     |     |     |     |     |     |     |     |     |       |
| Australian Open, Melbourne | A   | A   | 2T  | 2T  | A   | A   | A   | 1T  | A   | A   | A   | 1T  | 2-4   |
| Open di Francia, Parigi    | 2T  | A   | 1T  | A   | A   | A   | A   | 2T  | A   | A   | A   | A   | 2-3   |
| Wimbledon, Londra          | 1T  | A   | 2T  | A   | A   | A   | A   | 1T  | A   | A   | A   | 1T  | 1-4   |
| US Open, New York          | 1T  | 1T  | 3T  | A   | A   | A   | 1T  | 2T  | A   | A   | 3T  | A   | 5-6   |
| Vittorie-sconfitte         | 1-3 | 0-1 | 4-4 | 1-1 | 0-0 | 0-0 | 0-1 | 2-4 | 0-0 | 0-0 | 2-1 | 0-2 | 10-17 |
| Finali                     | 0   | 0   | 5   | 0   | 0   | 0   | 1   | 0   | 1   | 1   | 3   | 1   | 12    |
| Tornei vinti               | 0   | 0   | 3   | 0   | 0   | 0   | 1   | 0   | 0   | 0   | 1   | 1   | 6     |

### Doppio misto
| Tornei del Grande Slam     |     |     |     |     |     |     |     |     |     |     |     |
| Australian Open, Melbourne | A   | A   | A   | A   | A   | A   | A   | A   | A   | 1T  | 0-1 |
| Open di Francia, Parigi    | A   | A   | A   | A   | A   | A   | A   | A   | A   | A   | 0-0 |
| Wimbledon, Londra          | 1T  | A   | A   | A   | A   | A   | A   | A   | A   | A   | 0-1 |
| US Open, New York          | 1T  | A   | A   | A   | A   | A   | A   | A   | A   | A   | 0-1 |
| Vittorie-sconfitte         | 0-2 | 0-0 | 0-0 | 0-0 | 0-0 | 0-0 | 0-0 | 0-0 | 0-0 | 0-1 | 0-3 |

## Vittorie contro giocatrici Top 10
| Stagione | 2008 | 2009 | 2010 | 2011 | 2012 | 2013 | 2014 | 2015 | 2016 | 2017 | 2018 | 2019 | Totale |
| Vittorie | 1    | 0    | 1    | 0    | 0    | 0    | 1    | 4    | 2    | 1    | 0    | 1    | 11     |

| #    | Giocatrice              | Ranking | Evento                          | Superficie  | Turno | Punteggio          | Rank. TBR |
| ---- | ----------------------- | ------- | ------------------------------- | ----------- | ----- | ------------------ | --------- |
| 2008 |                         |         |                                 |             |       |                    |           |
| 1.   | Daniela Hantuchová      | 8       | Diamond Games, Anversa          | Cemento (i) | QF    | 6-2, 4-6, 4-1 rit. | 94        |
| 2010 |                         |         |                                 |             |       |                    |           |
| 2.   | Viktoryja Azaranka      | 10      | China Open, Pechino             | Cemento     | 2T    | 4-6, 3-2 rit.      | 47        |
| 2014 |                         |         |                                 |             |       |                    |           |
| 3.   | Marija Šarapova         | 4       | Wuhan Open, Wuhan               | Cemento     | 3T    | 7-6(3), 7-5        | 61        |
| 2015 |                         |         |                                 |             |       |                    |           |
| 4.   | Petra Kvitová           | 4       | Shenzhen Open, Shenzhen         | Cemento     | SF    | 6-4, 6-4           | 47        |
| 5.   | Ekaterina Makarova      | 8       | Indian Wells Open, Indian Wells | Cemento     | 3T    | 3-6, 7-5, 6-4      | 26        |
| 6.   | Agnieszka Radwańska     | 9       | Fed Cup, Zielona Góra           | Cemento (i) | WG PO | 6-1, 6-1           | 22        |
| 7.   | Petra Kvitová (2)       | 4       | Open di Francia, Parigi         | Terra rossa | 4T    | 2-6, 6-0, 6-3      | 24        |
| 2016 |                         |         |                                 |             |       |                    |           |
| 8.   | Agnieszka Radwańska (2) | 2       | Miami Open, Miami               | Cemento     | 4T    | 2-6, 6-4, 6-2      | 20        |
| 9.   | Simona Halep            | 5       | Miami Open, Miami               | Cemento     | QF    | 4-6, 6-3, 6-2      | 20        |
| 2017 |                         |         |                                 |             |       |                    |           |
| 10.  | Garbiñe Muguruza        | 6       | Madrid Open, Madrid             | Terra rossa | 1T    | 6-1, 6-3           | 28        |
| 2019 |                         |         |                                 |             |       |                    |           |
| 11.  | Dar'ja Kasatkina        | 10      | Australian Open, Melbourne      | Cemento     | 1T    | 6-3, 6-0           | 145       |